# دیربون
دیربون یک منطقهٔ مسکونی در عراق است که در شهرستان زاخو واقع شده‌است. دیربون ۴٬۲۴۱ نفر جمعیت دارد.